# Efecto de superficie libre

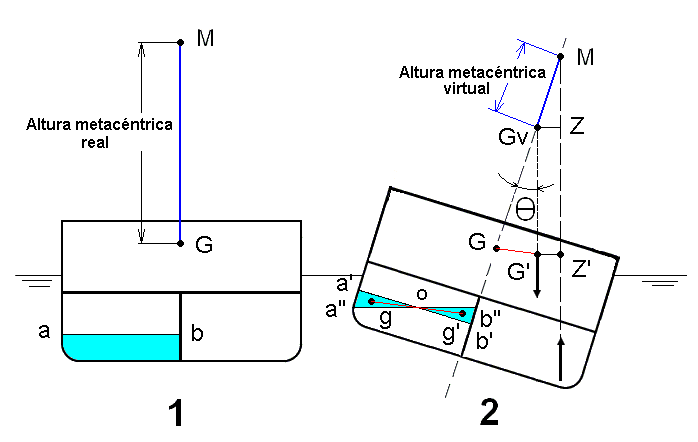
Reducción de la altura metacéntrica por efecto de superficie libre.

El efecto de superficie libre sobre la estabilidad es el efecto que se produce en los barcos cuando un tanque a bordo se encuentra parcialmente lleno, y la superficie del líquido contenido en su interior está libre de mantener la horizontal durante el movimiento de balance, experimentándose una pérdida de estabilidad o disminución del brazo (GZ') de la curva adrizante. 

## Descripción

### Cualitativa
Para estudiar este efecto supóngase un buque cuyo corte trasversal es el de la figura 1.
El mismo posee una altura metacéntrica inicial (GM) y un tanque parcialmente lleno cuya superficie (ab) se encuentra horizontal.
Si el buque es apartado de su vertical, un ángulo pequeño ({\displaystyle \theta }), la superficie del líquido adoptará una nueva posición (a"b") manteniendo la horizontalidad y verificándose que la cuña de base triangular (a"a'o) y de eslora(longitud) igual a la del tanque se desplaza a una nueva situación (b"b'o).
El centro de gravedad (g) de la cuña (a"a'o) se desplaza a (g'), por lo que a los fines del análisis es como si se tratara de una traslación trasversal de pesos. Por esta razón el centro de gravedad del buque también experimenta un corrimiento hacia la banda de escora representado en la figura 2 por el segmento (GG').
Nótese que este desplazamiento lateral puede visualizarse como si fuese una elevación del centro de gravedad del buque a una nueva posición (Gv). El brazo de la cupla adrizante es ahora (G'Z') o (GvZ).
Entonces se ve claramente que acción o efecto de una superficie libre genera la elevación virtual del centro de gravedad con la consiguiente pérdida de estabilidad.

### Cuantitativa
Puede demostrarse que el segmento (GGv) que representa la elevación virtual del centro de gravedad debido al efecto de la superficie libre está dado por:
{\displaystyle GGv={\frac {\gamma _{t}}{\gamma _{f}}}\cdot {\frac {I}{V}}}
Donde:
- {\displaystyle \gamma _{t}}: Peso específico del líquido contenido en el tanque.
- {\displaystyle \gamma _{f}}: Peso específico del agua en la que flota el buque.
- {\displaystyle I}: Momento de inercia de la superficie libre del líquido respecto a su eje baricéntrico paralelo a la crujía.
- {\displaystyle V}: Volumen de la carena del buque.

Dado que: {\displaystyle \gamma _{f}\cdot V=\Delta } o sea el desplazamiento del buque, entonces:
{\displaystyle GGv={\frac {\gamma _{t}\cdot I}{\Delta }}}
Esta fórmula representa el valor de la pérdida de GM producida por la superficie libre en un tanque, si la misma situación se repite en varios de los tanques de un buque en forma simultánea, esto es, que varios tanques están parcialmente cargados entonces la pérdida total estará expresada por:
{\displaystyle GGv={\frac {\sum \gamma _{t}\cdot I}{\Delta }}}
El efecto de superficie libre se verifica en cualquier tanque lleno con más de un 5% y hasta un 95% de su capacidad. Es obvio que si el tanque se encontrara a máxima capacidad el líquido en su interior se comportaría como un sólido y el efecto de superficie libre desaparece.
Nótese que el momento de inercia de una superficie está dado entre otros parámetros por el cubo de la manga del tanque, es decir la manga elevada a la 3 por este motivo el efecto de superficie libre es mayor cuanto más ancho es el tanque. (Ver momentos de inercia de superficies.
En el caso que nos ocupa, podemos asumir que la superficie libre del tanque es un rectángulo que gira respecto de un eje longitudinal que pasa por su centro.
Entonces: {\displaystyle I={1 \over 12}\,E_{t}\cdot M_{t}^{3}\ }
- Et = Eslora del tanque
- Mt = Manga del tanque

Debido al efecto de superficie libre y con el fin de disminuir la pérdida de estabilidad, se recomienda:
- Limitar la cantidad de tanque en servicio con cargamento parcial.
- Subdividir en el sentido de la manga los tanques de carga.
- Completar con lastre los doblefondos.